# Medwediwka (obwód czerkaski)
Medwediwka (ukr. Медведівка; hist. Danielgród) – wieś na Ukrainie, w obwodzie czerkaskim, w rejonie czerkaskim, nad rzeką Tiasmyn. W 2019 roku liczyła 1179 mieszkańców.
W miejscowości znajdował się zamek.
Siedziba dawnej gminy Medwedówka w powiecie czehryńskim na Ukrainie.